# 신년특집 2023 글로벌 라이브
《신년특집 2023 글로벌 라이브》은 한국방송공사의 KBS 1TV 방송되었던 특집편성 프로그램이었다.